# 高千穂雲海橋道路
高千穂雲海橋道路（たかちほうんかいばしどうろ）は、宮崎県西臼杵郡高千穂町三田井から同日之影町七折へ至る、国道218号のバイパスで、九州横断自動車道延岡線に並行する一般国道自動車専用道路である。総延長は3.3km。

## 概要
- 起点 : 宮崎県西臼杵郡高千穂町三田井
- 終点 : 宮崎県西臼杵郡日之影町七折
- 延長 : 3.3km
- 車線数 : 完成2車線[2]

## インターチェンジなど
- 施設名欄の背景色が■である部分は施設が供用されていない、または完成していない事を示す。
- 未開通のIC/JCT名は仮称。

| 施設名                                               | 接続路線名        | 起点から (km) | 備考   | 所在地   |
| ---------------------------------------------------- | ----------------- | ------------- | ------ | -------- |
| E77 九州中央自動車道 五ヶ瀬高千穂道路 （事業中区間） |                   |               |        |          |
| 高千穂IC                                             | 国道325号         | 0.0           | 事業中 | 高千穂町 |
| 雲海橋交差点                                         | 国道218号（現道） | 3.3           | 事業中 | 日之影町 |
| E77 九州中央自動車道 高千穂日之影道路                |                   |               |        |          |

## 歴史
- 2021年（令和3年）- 高千穂雲海橋道路として事業着手[1]。